# Дарко Рундек
Дарко Рундек (Загреб, 30. јануар 1956) хрватски и југословенски је музичар, песник, редитељ и глумац. Један је од оснивача југословенске групе Хаустор (1978).

## Биографија
Рођен је 30. јануара 1956. у Загребу. Син је Бранка и Даринке Рундек. Такође има брата Дубравка.
Дипломирао је режију на Академији драмских уметности у Загребу. Режирао је неколико позоришних комада, радио емисија и радио документараца. Године 1991. се одселио у Париз, где је живео и радио. Првенствено ради музику за филм и позориште, али и даље свира и снима. Бендови са којима наступа од доласка у Париз су „Рундек карго оркестар“ и "Рундек карго трио", са којима је снимио неколико албума.
Рундек је са бендом имао бројне успешне наступе по Србији и бившој Југославији.
Блиско сарађује са Радетом Шербеџијом. 
Често компонује за представе своје партнерке, позоришне редитељке родом са Брача Санде Хржић. Пар има једног сина. Наследили су део куће у Повљу на Брачу, где се налази студио. У том студију снимљен је албум Мостови.

## Дискографија

### Хаустор
- Хаустор (1981)
- Трећи свијет (1984)
- Болеро (1985)
- Тајни град (1988)
- Уље је на води (1995)

### Дарко Рундек и Карго оркестар
- Апокалипсо (1996)
- У широком свијету (1999)
- Руке (2002)
- (2006)
- Плави авион (2010)
- Мостови (2015)
- Брисани простор (2020)